# Leul Gebresilase
Leul Gebresilase, född 20 september 1992, är en etiopisk långdistanslöpare.

## Karriär
I augusti 2023 vid VM i Budapest tog Gebresilase brons i maraton efter ett lopp på 2 timmar, 9 minuter och 19 sekunder.

## Personliga rekord
| Utomhus - 3 000 meter – 7.53,58 (Halluin, 25 juni 2014) - 5 000 meter – 13.13,88 (Huelva, 3 juni 2016) - 10 000 meter – 27.19,71 (Herzogenaurach, 13 maj 2016) - 10 km landsväg – 28.12 (Rennes, 11 oktober 2015) - 20 km landsväg – 58.30 (Tachikawa, 19 oktober 2013) - Halvmaraton – 59.18 (Valencia, 22 oktober 2017) - Maraton – 2:04.02 (Dubai, 26 januari 2018) | Inomhus - 3 000 meter – 7.44,50 (Sabadell, 19 februari 2016) |